# Industria láctea

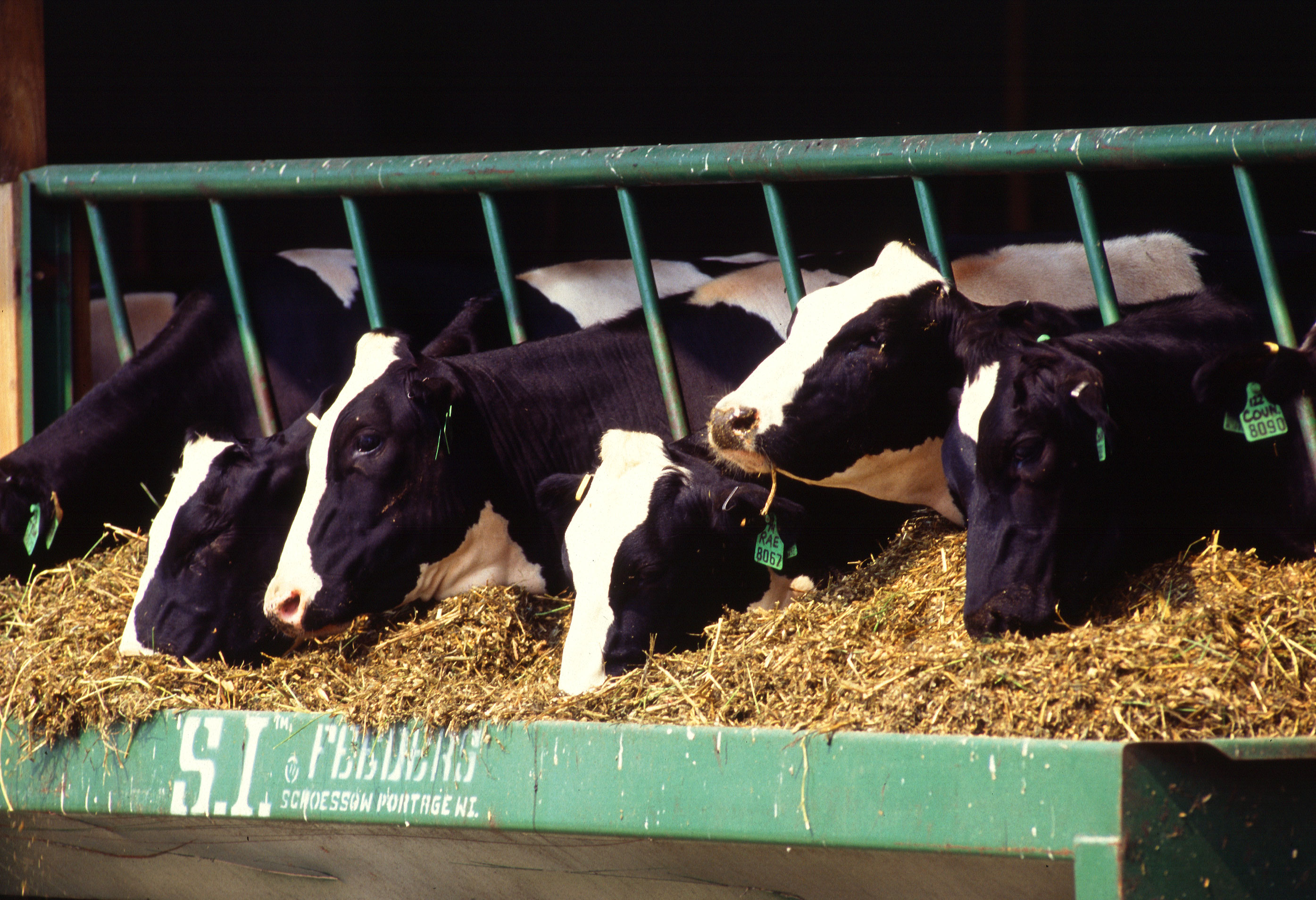
Vacas Holstein alimentándose.

La industria láctea es un sector que tiene como materia prima la leche procedente de animales (por regla general vacas). La leche ha sido considerada como uno de los alimentos más básicos de la humanidad por muchos años. Los subproductos que genera esta industria se categorizan como lácteos e incluyen una amplia gama que van desde los productos fermentados, como el yogur y el queso, hasta los no fermentados: mantequilla, helados, etc.
Aunque la mayoría de los países producen sus propios productos lácteos, la estructura de la industria láctea varía en diferentes partes del mundo. En Irlanda y Australia, por ejemplo, los agricultores cooperativas poseen muchos de los procesadores a gran escala, mientras que en Estados Unidos muchos agricultores y procesadores de hacer negocios a través de contratos individuales. En los países en desarrollo, la práctica anterior de los agricultores que comercializaban la leche en sus propios vecindarios está cambiando rápidamente. Avances notables incluyen una considerable inversión extranjera en la industria láctea y un papel cada vez mayor para las cooperativas lecheras. La producción de leche está creciendo rápidamente en esos países y presenta una importante fuente de crecimiento de los ingresos para muchos agricultores.
La industria láctea que procesa leche líquida y productos con una vida útil corta, tales como yogures, cremas y quesos blandos, tienden a estar ubicadas en la periferia de los centros urbanos cercanos a los mercados de consumo. Plantas que elaboran elementos de vida útil más larga, como la mantequilla, la leche en polvo, queso y suero en polvo, tienden a estar situados en zonas rurales cercanas a la producción de leche. La mayoría de las plantas de procesamiento de grandes volúmenes tienden a especializarse en una gama limitada de productos. Sin embargo, las grandes plantas de producción de una amplia gama de productos son todavía comunes en Europa del Este, un vestigio de la antigua concepción centralizada, impulsado por la oferta del mercado bajo gobiernos comunistas. En países en desarrollo es común notar que la elaboración de estos productos lácteos son realizados en las mismas granjas lecheras.

## Uruguay
Uruguay es un país que tiene una industria láctea de producción y exportación. Es el séptimo exportador mundial de leche y productos derivados como: la 
manteca, la crema doble, la crema chantillí, el dulce de leche, distintos tipos de quesos como: el queso colonia uruguayo, semiduro, magro, mozzarella, de sándwich, roquefort, ricota, untable, etc., los yogures, la leche entera o descremada pasteurizada y la leche en polvo; llegan a más de 60 países. 
En 2020, eran aproximadamente 20.000 personas que trabajaban en los tambos y las industrias lácteas.
En los tambos predomina el trabajo familiar, en la industria la mayoría son trabajadores permanentes.
En Uruguay la industria lechera está libre de hormonas de crecimiento, de antibióticos, libre de metales pesados y libre de contaminación radiactiva. Se producen al rededor de 2.200 millones de litros de leche anualmente, el noventa por ciento de la producción de leche es procesada en el país. Entre las empresas de industria láctea más conocidas se encuentran: la Cooperativa Nacional de Productores de Leche (Conaprole) líder en la industria láctea uruguaya, Estancias del Lago, Alimentos Fray Bentos e Indulacsa Lactalis. Les siguen Granja Pocha, Claldy y Calcar, luego Gloria Foods, Farming y Urulact.
En Uruguay tiene la Asociación Uruguaya de Pymes Lácteas (AUPYL) que es la gremial de las micro, pequeñas y medianas industrias lácteas.
La leche fluida pasteurizada que llega a los hogares tiene un precio fijo establecido por el gobierno. El 2024, el precio de la leche entera o descremada pasteurizada de venta al público es de $ 44 pesos uruguayos (U$ 1,12 dólares estadounidenses).
La leche uruguaya es fresca pasteurizada disponible todos los días en el país.

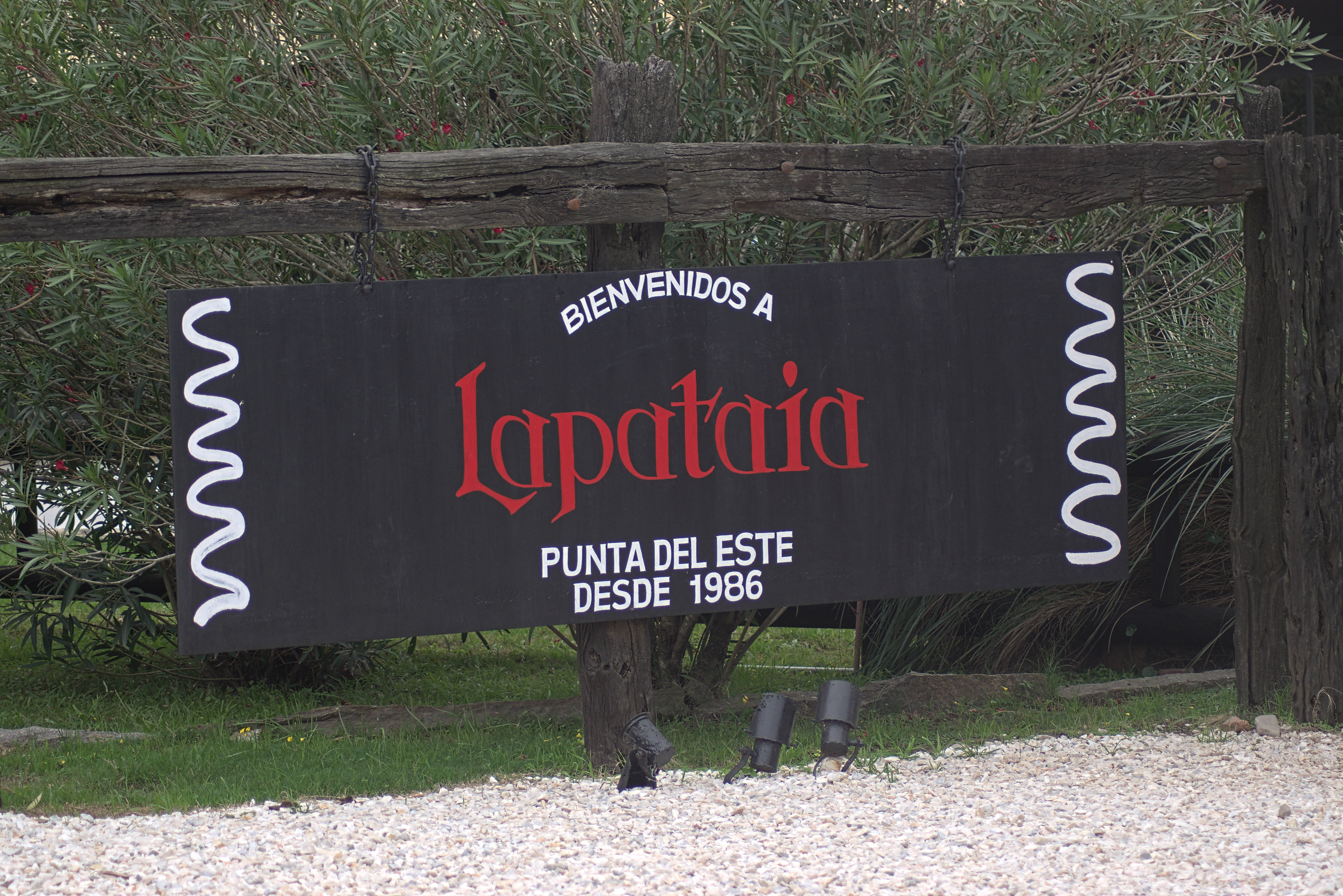
Lapataia en 2024
Conaprole logo.
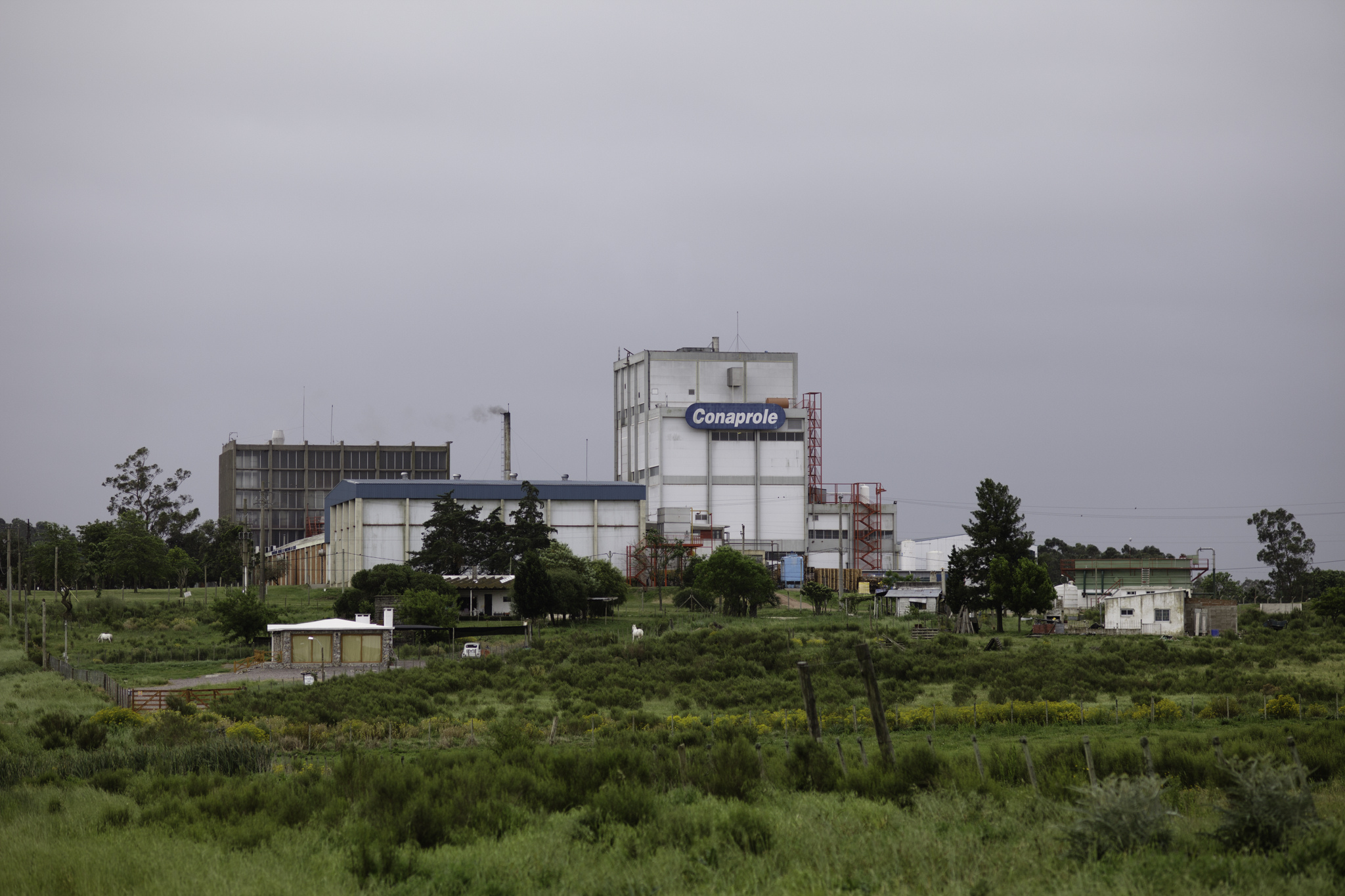
Conaprole en 2012.
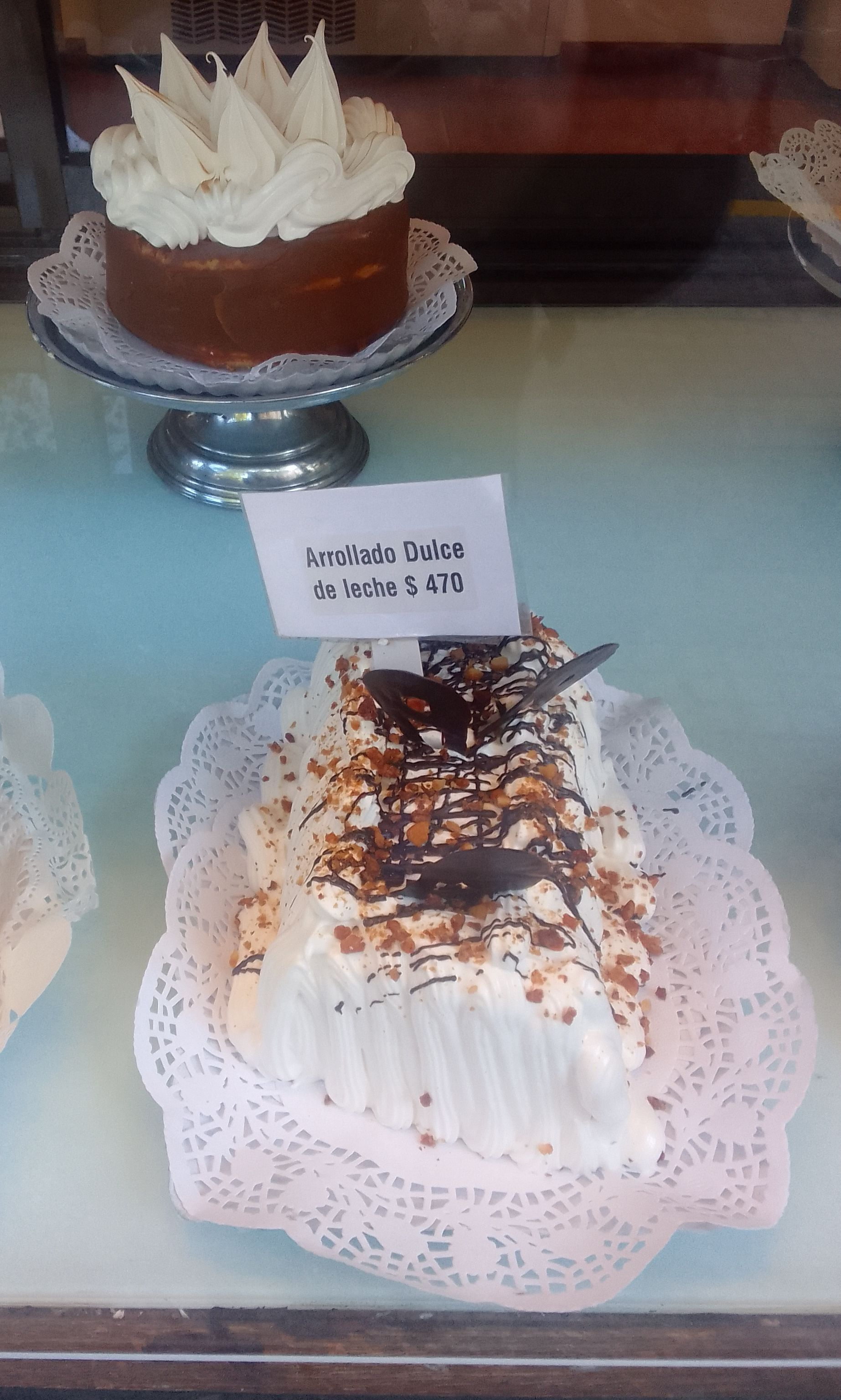
Arrollado Dulce de Leche del Oro del Rhin
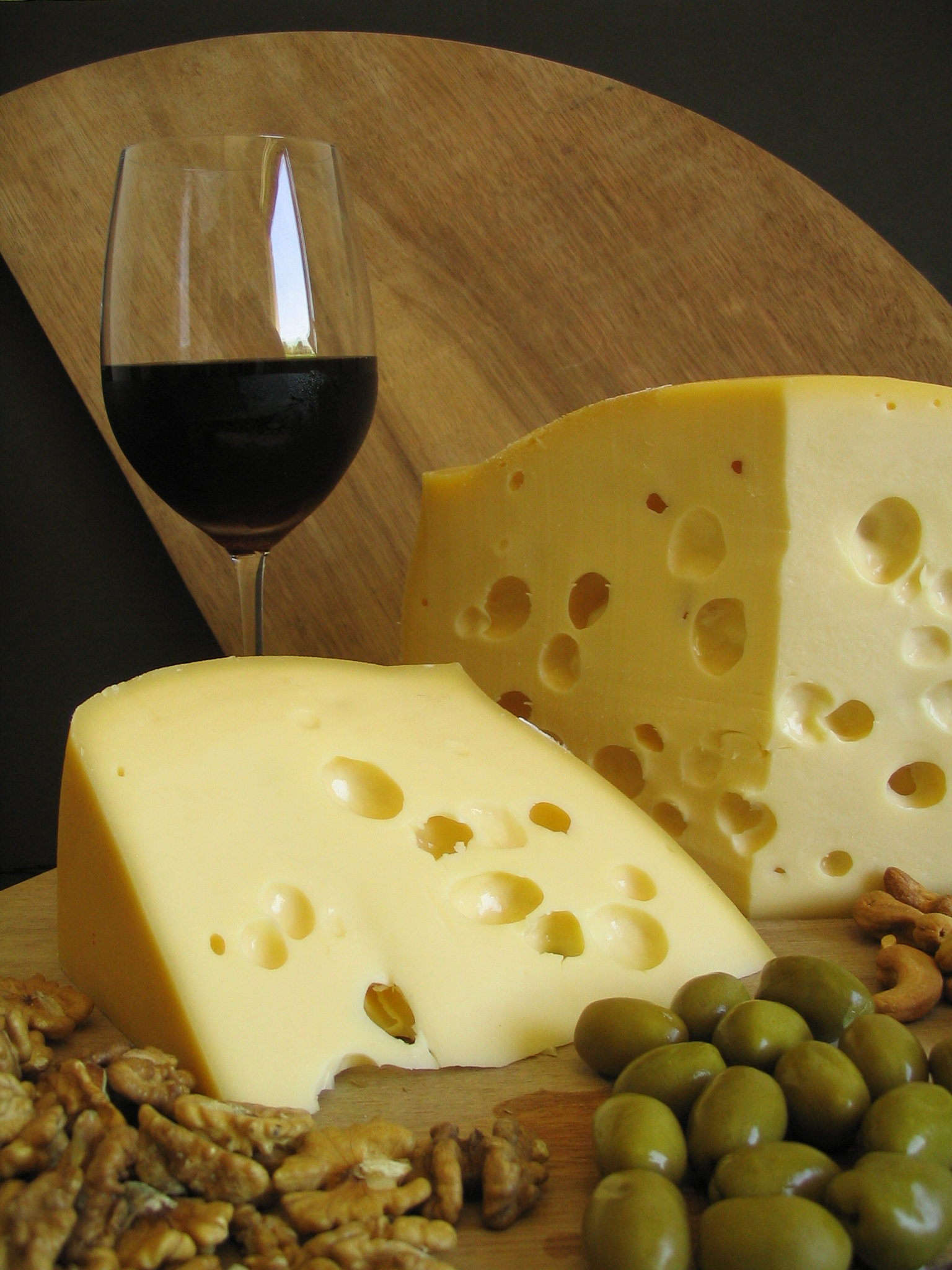
Queso Colonia Uruguayo en 2021.